# Krzysztof Brożek
Krzysztof Marek Brożek (ur. 8 listopada 1941 w Katowicach) – polski lekarz, doktor nauk medycznych, nauczyciel akademicki, badacz historii medycyny.

## Biografia
Krzysztof Marek Brożek urodził się w Katowicach 8 listopada 1941 roku. Zarówno ojciec Karol, jak i matka Stefania de domo Knapik byli urzędnikami państwowymi. W 1959 roku ukończył katowickie Liceum im. Mikołaja Kopernika. Odbył studia medyczne na Śląskiej Akademii Medycznej w Katowicach w latach 1959–1966. Dyplom lekarza uzyskał 7 maja 1966 roku. Na tej samej uczelni doktoryzował się 30 czerwca 1971 na podstawie rozprawy Polska służba medyczna w powstaniach śląskich i plebiscycie 1918–1922 napisanej pod kierunkiem doc. dr praw Andrzeja Stanisława Rożanowicza. Za pracę dr Brożek otrzymał nagrodę Rady Naukowej przy Ministrze Zdrowia i Opieki Społecznej w 1974 roku. Opublikował ją jako monografię w 1973 roku Instytut Śląski w Opolu oraz Wydawnictwo „Śląsk”. Dr Brożek specjalizował się w trzech dziedzinach: z higieny szkolnej w 1971 roku, z medycyny społecznej w 1977 roku oraz z medycyny ogólnej w 1982 roku. Drugi stopień specjalizacji uzyskał z organizacji ochrony zdrowia w 1980 roku oraz z medycyny ogólnej w 1985 roku.
W latach 1966–2007 dr Brożek pracował zawodowo w następujących placówkach służby zdrowia: Szpital Miejski w Rybniku, w szkołach podstawowych i w Państwowym Domu Dziecka Nr 1 w Katowicach. Jako lekarz był zatrudniony przez różne podmioty na Górnym Śląsku: Kombinat Budownictwa Mieszkaniowego Przemysłu Węglowego, Przedsiębiorstwo Robót Górniczych, Przedsiębiorstwo Przerobu Złomu, Akademię Ekonomiczną. Był też zatrudniony jako specjalista do spraw kodowania zgonów w Urzędzie Statystycznym w Katowicach.
W 1987 roku rozpoczął pracę jako nauczyciel akademicki w Śląskiej Akademii Medycznej. Zorganizował Katedrę i Zakład Historii Medycyny, którymi kierował do ich zamknięcia w 2001 roku. Następnie był adiunktem w Zakładzie Pedagogiki i Filozofii Wydziału Opieki i Oświaty Zdrowotnej ŚAM. Wykładał historię medycyny dla słuchaczy Studium
Doktoranckiego ŚAM, opierając się na własnym programie dydaktycznym. Dr Brożek prowadził również wykłady dla studentów Wyższej Szkoły Pedagogicznej Towarzystwa Wiedzy Powszechnej w Warszawie na Wydziale Nauk Społeczno-Pedagogicznych w Katowicach (1996–2008) oraz Akademii Wychowania Fizycznego w Katowicach (Katedra Rehabilitacji, 1998–2005).
Dr Krzysztof Brożek należał do następujących towarzystw i organizacji: Polskie Towarzystwo Lekarskie (od 1966 roku, od 1993 członek honorowy), Katowickie Towarzystwo Społeczno-Kulturalne (uczestnicząc w organizacji obecnego Muzeum Historii Katowic), Polskie Towarzystwo Historii Medycyny i Farmacji (od 2010 roku jako członek honorowy), Polski Czerwony Krzyż (członek Komisji Oświaty Zdrowotnej), Polskie Towarzystwo Medycyny Ogólnej i Rodzinnej (członek założyciel), Polskie Towarzystwo Medyczne w Republice Czeskiej (od 1993 członek honorowy).
W kręgu badań dr. Brożka wyróżnia się następująca tematyka: entomedycyna i medycyna alternatywna w polskiej kulturze zdrowotnej, udział kultury zdrowotnej w stanie zdrowia społeczeństwa, ekologiczne uwarunkowania zdrowia i choroby, krajowy system kształcenia podyplomowego lekarzy w Polsce, historia Wydziału Lekarskiego Uniwersytetu Stefana Batorego w latach 1919–1944, organizacja ochrony zdrowia i środowiska lekarskiego na Górnym Śląsku, Śląsku Cieszyńskim i w Zagłębiu, rozwój medycyny pracy w regionie, biografistyka (m.in. lekarze powstań śląskich), sytuacja lekarzy na wschodnich kresach II Rzeczypospolitej. Opublikowane prace oraz wygłoszone referaty były z pogranicza medycyny, historii, socjologii i etyki. Dr Brożek opublikował ogółem 764 rozprawy naukowe i popularyzatorskie w postaci 14 wydawnictw zwartych oraz 478 fragmentów dzieł zbiorowych, 269 artykułów i 3 redakcji.
Opracował 33 hasła do Słownika biograficznego polskich nauk medycznych XX wieku (PAN), odpowiadał w latach za dział Pro Memoria kwartalnika „Medycyna Ogólna” (Instytut Medycyny Wsi w Lublinie). Artykuły biograficzne dra Brożka ukazywały się na łamach 73. periodyków, m.in.: „Annales Accademiae Medicale Silesiensis”, „Archiwum Historii i Filozofii Medycyny”, „Archiwum Medycyny Sądowej”, „Farmacja Polska”, „Gazeta Lekarska”, „Kardiologia Polska”, „Lekarz Wojskowy”, „Medycyna Nowożytna”, „Medycyna Ogólna”.
W cyklu opracowań Sylwetki Działaczy Śląskich Katowickiego Towarzystwa Społeczno-Kulturalne dr Brożek opublikował siedem biografii: Józef Rostek (1982), Andrzej Mielęcki (1983), Henryk Jarczyk (1983), Maksymilian Wilimowski (1984), Wincenty Styczyński (1985), Bronisław Hager (1987) i Wacław Olszak (1987). W 1973 roku badacz opublikował monografię Polska służba medyczna w powstaniach śląskich i plebiscycie 1918–1922, zawierającą 221 biogramów, w 2009 roku monografię Polscy lekarze na Górnym Śląsku i Śląsku Cieszyńskim od końca XIX do połowy XX wieku z 575 biogramami. Autor haseł do Polskiego Słownika Biograficznego.

## Nagrody i wyróżnienia
Dr Brożek otrzymał m.in. następujące wyróżnienia i nagrody:
- 1973 – nagroda Rady Naukowej przy Ministrze Zdrowia i Opieki Społecznej
- 1979 – nagroda Zarządu Głównego Polskiego Towarzystwa Historycznego
- 1991 – nagroda Zespołowa I Stopnia Rady Naukowej przy Ministrze Zdrowia i Opieki Społecznej
- 1996 – nagroda Fundacji Bohaterów Wieży Spadochronowej w Katowicach
- 1997 – Śląska Nagroda im. Juliusza Ligonia
- 1997 – Medal im. Józefa Czajkowskiego, Koło Polskiego Towarzystwa Lekarskiego w Sosnowcu
- 2004 – Medal Gloria Medicinae (nr 158), odznaczenie Polskiego Towarzystwa Lekarskiego[2]
- 2009 – Wawrzyn Lekarski, Śląska Izba Lekarska w Katowicach
- 2013 – Złote pióro, redakcja „Pro Medico”

## Życie prywatne
Brat Krzysztofa Brożka to Andrzej Brożek, zmarły profesor Uniwersytetu Jagiellońskiego, wuj Ludwik Brożek, zmarły folklorysta cieszyński.
Żoną Krzysztofa Brożka była od 1974 Sławomira z Hilewiczów, technik analityki medycznej. Małżeństwo miało dwóch synów: Grzegorza (ur. 1975, lekarz) oraz Jędrzeja (ur. 1980, magister inżynier górnictwa).